# 陶驥
陶驥（1483年—？），字良伯，直隸松江府華亭縣人，軍籍，明朝政治人物。

## 生平
弘治十四年（1501年）辛酉科應天府鄉試第二十五名舉人。弘治十八年（1505年）中式乙丑科會試第一百五十九名，三甲第六十四名進士。授行人司行人，历官员外郎，正德十年（1515年）四月考察以不谨宜冠带闲住。

## 家族
曾祖陶羽；祖父陶蒙，遇例冠帶；父陶永淳，同知進階朝列大夫。前母王氏；母李氏。具慶下。兄陶麟（检校）。